# Malétable
Malétable era una comuna francesa situada en el departamento de Orne, de la región de Normandía, que el 1 de enero de 2016 pasó a ser una comuna delegada de la comuna nueva de Longny-les-Villages al fusionarse con las comunas de La Lande-sur-Eure, Longny-au-Perche, Marchainville, Monceaux-au-Perche, Moulicent, Neuilly-sur-Eure y Saint-Victor-de-Réno.

## Demografía
| Gráfica de evolución demográfica de Malétable entre 1800 y 2014 |
|                                                                 |

Los datos demográficos contemplados en este gráfico de la comuna de Malétable se han cogido de 1800 a 1999 de la página francesa EHESS/Cassini, y los demás datos de la página del INSEE.